# Croton adenophyllus
Espèce
Classification APG III (2009)
Croton adenophyllus est une espèce de plantes à fleurs du genre Croton et de la famille des Euphorbiaceae originaire de Jamaïque.

## Synonymes
- Croton laurinus var. adenophyllus (Spreng.) Fawc. & Rendle
- Oxydectes adenophylla (Spreng.) Kuntze